# ユニオン駅 (デンバー)

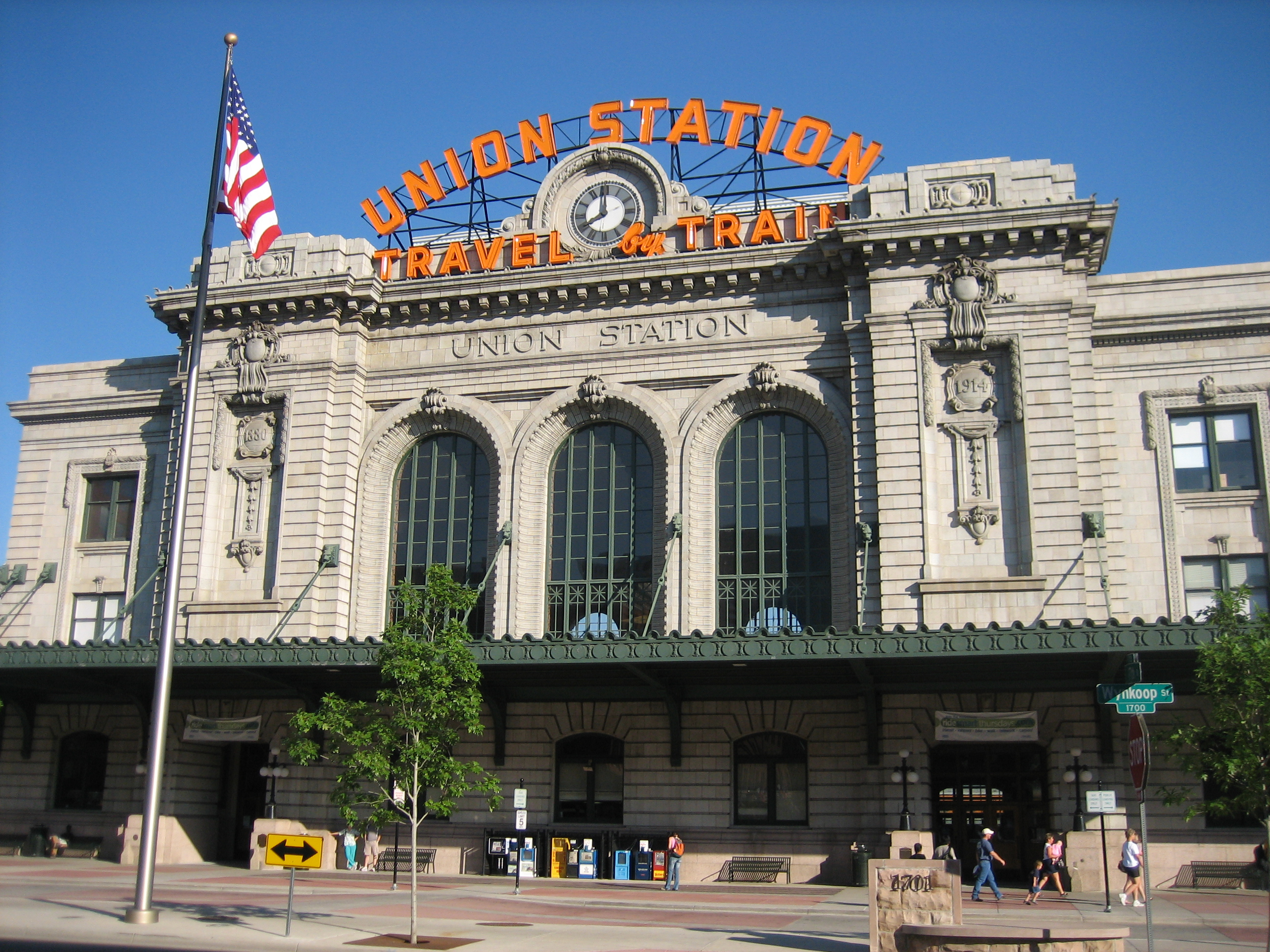
デンバー・ユニオン駅

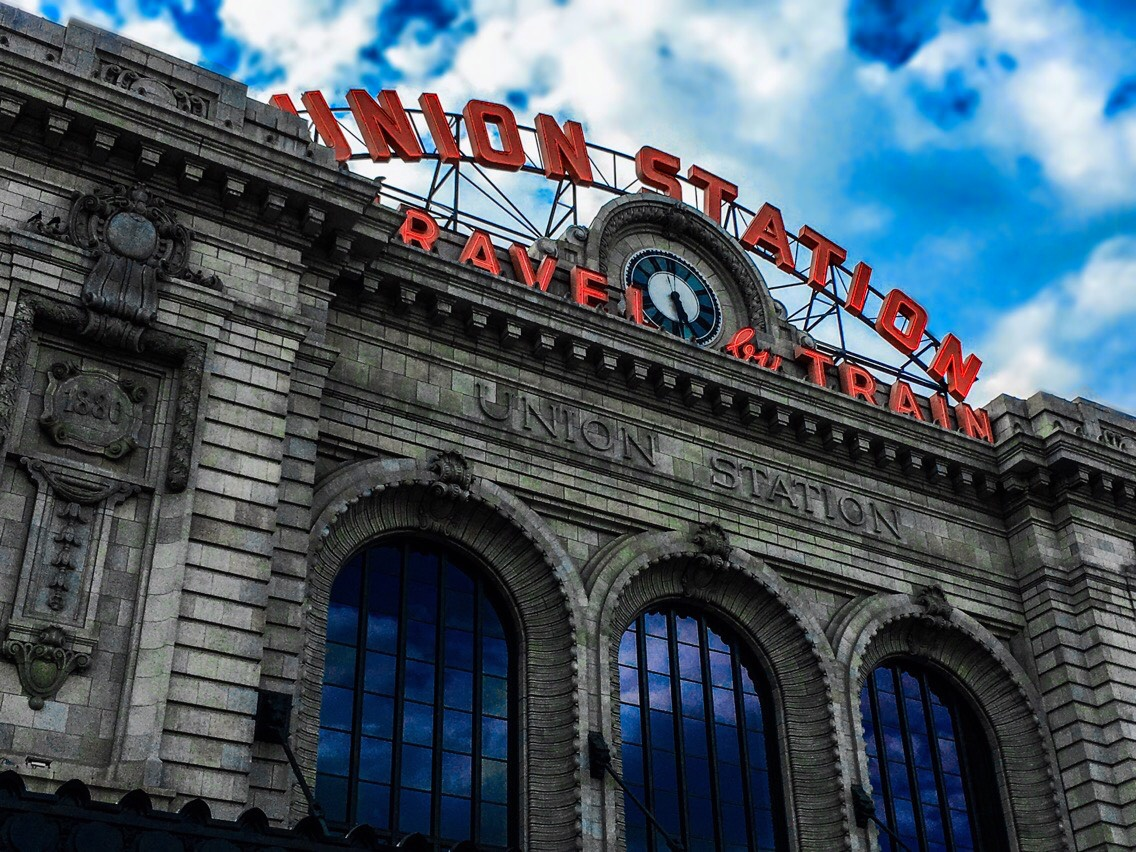
デンバー・ユニオン駅

ユニオン駅（Union Station）は、アメリカ合衆国コロラド州デンバーの中心となる鉄道駅。アメリカ合衆国内にいくつかあるユニオン駅のうちの1つである。同市ダウンタウン北西部、LoDo（ロウアー・ダウンタウン）の、17thストリートとウィンクープ・ストリートの丁字路突き当たりに立地する。シカゴとサンフランシスコ（実際はサンフランシスコ湾の対岸にあるエメリービル駅）を結ぶアムトラックの長距離列車カリフォルニア・ゼファー号が停車するほか、デンバー地域交通局（RTD）の通勤電車、ライトレール、および路線バスのターミナルを兼ねている。
最初の駅舎は1881年に建てられたが、1894年に焼失した。現在建っている駅舎は、1894年の火事の直後に建て替えられたものをベースに、中央部が1914年に建て替えられたものである。1974年には、ユニオン駅は国家歴史登録財に登録されている。2012年から2年かけて行われた改修により、ユニオン駅にはトレイン・シェッドが、またその地下にはバスターミナルが設けられ、駅舎はクロフォード・ホテル、およびいくつかの飲食店・店舗が入居する複合施設となった。

## 歴史

### 19世紀: 最初の駅舎
デンバーにおける最初の鉄道駅は1868年に建てられたデンバー・パシフィック鉄道（後にユニオン・パシフィック鉄道に合併）の駅であった。この鉄道は、デンバーからシャイアンで最初の大陸横断鉄道本線に接続するために引かれたものであった。その後、デンバーには矢継ぎ早に鉄道が開通し、1875年頃には、デンバーには鉄道4社がそれぞれの駅を置いていた。しかし、これは乗継客にとっては大変不便であった。その解決策として、ユニオン・パシフィック鉄道は1つの大きな共同使用駅、「ユニオン駅」を設け、各社の業務を集約することを提案した。1880年2月、ユニオン・パシフィック鉄道、デンバー・アンド・リオグランデ・ウェスタン鉄道、デンバー・サウスパーク・アンド・パシフィック鉄道、およびコロラド・セントラル鉄道の4社は、当時街の西外れであった、17thストリートとウィンクープ・ストリートの突き当たりに駅舎を建てることで合意した。駅舎はカンザスシティの建築家ウィリアム・E・テイラーが設計し、1880年5月に定礎、翌1881年7月26日に開業した。ユニオン駅が開業すると、それまでは街外れであったこの地区は一気に開発が進み、ホテルや酒場が建ち並ぶようになった。
しかし、この最初の駅舎は1894年、女子トイレから出火した火災によって、その中央部が焼失した。その直後、カンザスシティの建築事務所バン・ブラント・アンド・ハウによって、ロマネスク・リバイバル様式の新しい駅舎が設計され、建てられた。1881年に建てられた最初の駅舎、および1894年に建てられたこの駅舎はともに、中央に高い、4面に時計を配した時計台を有していた。

### 20世紀初頭
20世紀初頭、ユニオン駅には1日110本の列車が発着した。あまりの繁忙のため、1902年には次のような注意書きまで出された。

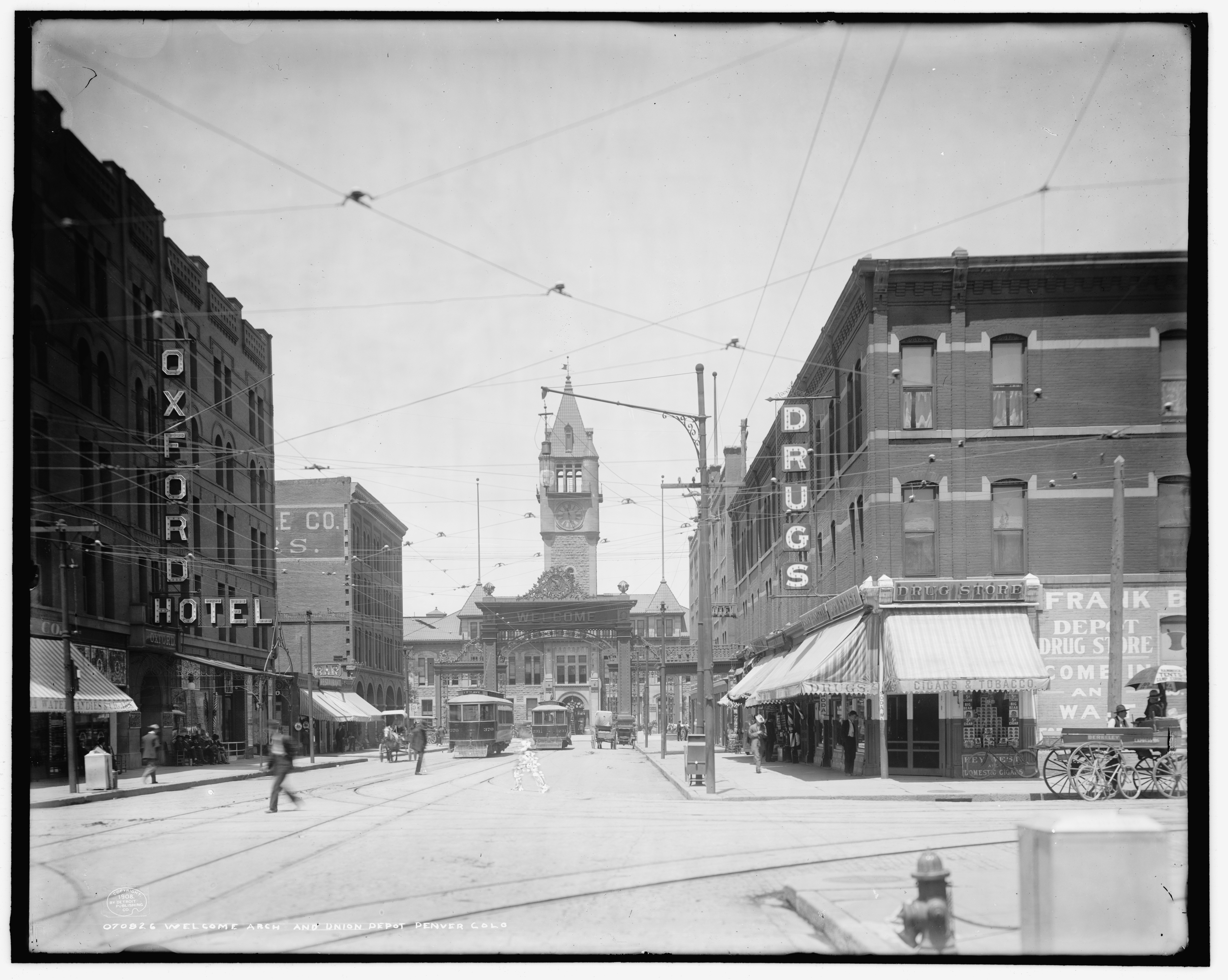
17thストリート奥にユニオン駅とアーチを望む（1908年頃）

1906年7月4日、ユニオン駅の前に、70tの鋼と2,000個以上の電球を用いたアーチが設けられた。当初は駅舎側、ウィンクープ・ストリート側の両方に Welcome （歓迎）という文言が記されたが、1908年、ウィンクープ・ストリート側の文言が、離れた者同士の心のつながりを示すヘブライ語の Mizpah （「ミズパ」と読む）に改められ、駅舎側からはデンバーに到着した訪問者への歓迎の意を以って出迎え、ウィンクープ・ストリート側からはデンバーを発つ者を見送るものへと変えられた。しかし1931年、このアーチは市当局により通行の障害になっているとみなされ、取り壊された。
1912年、もともとのユニオン・ディーポ・パートナーシップが解散し、代わりにアッチソン・トピカ・アンド・サンタフェ鉄道、シカゴ・バーリントン・アンド・クインシー鉄道、シカゴ・ロック・アイランド・アンド・パシフィック鉄道、コロラド・アンド・サザン鉄道、ユニオン・パシフィック鉄道、およびデンバー・アンド・リオグランデ・ウェスタン鉄道の6社によるデンバー・ターミナル鉄道会社が設立された。この新しく設立されたパートナーシップは同年、駅舎の中央部分を取り壊し、建て替えることを決議した。中央部分は地元デンバーの建築事務所、ゴーブ・アンド・ウォルシュによってボザール様式で設計、建設され、1914年に完成した。
1926年、ルーマニアの女王マリアは訪米の際に、このデンバーのユニオン駅に降り立った。また、セオドア・ルーズベルト、ウィリアム・タフト、フランクリン・ルーズベルトといった大統領も、デンバーを訪れた際にこのユニオン駅で降り立った。

### 20世紀後半: 衰退

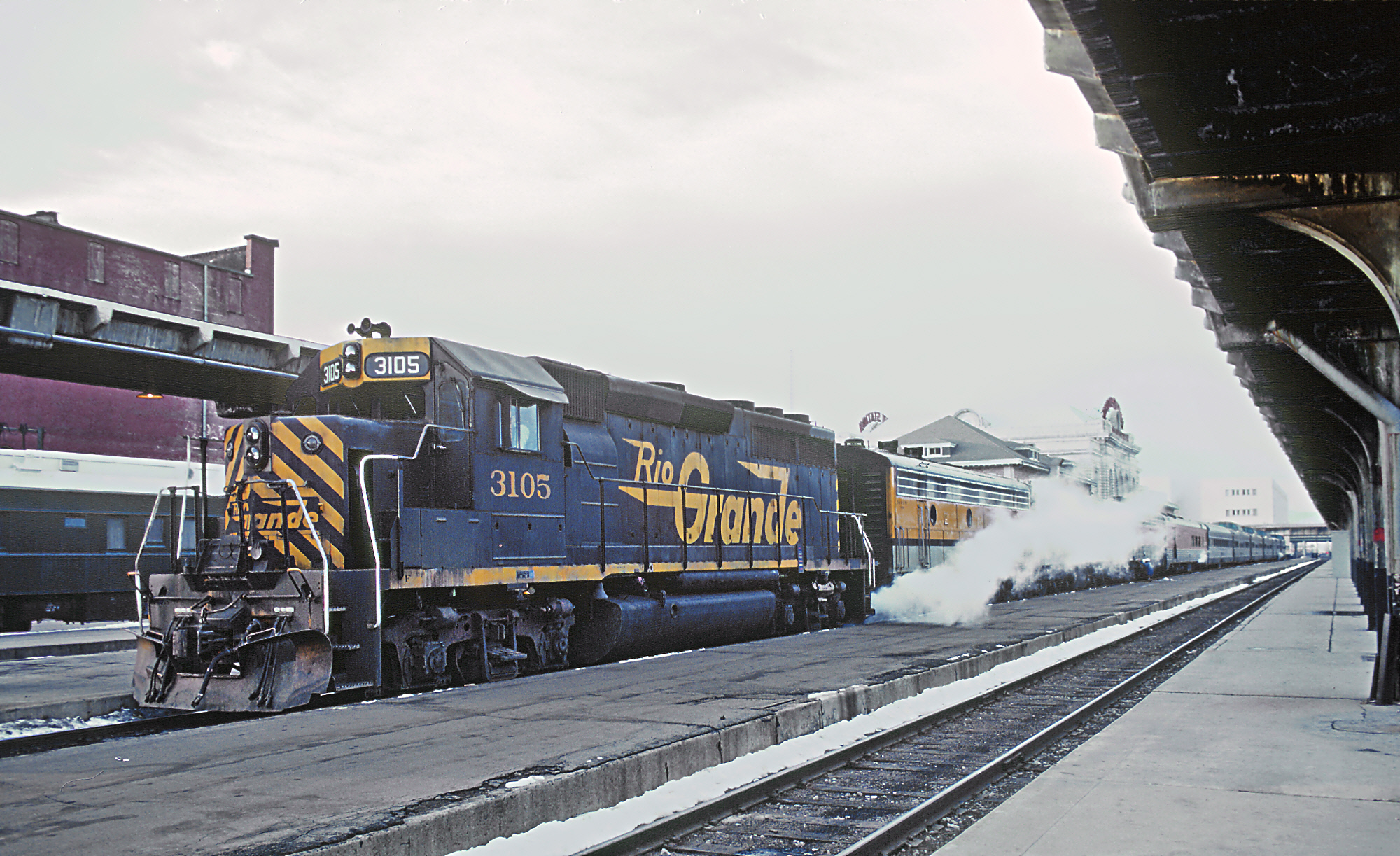
ユニオン駅に停車中のリオグランデ・ゼファー（1980年）

米西戦争、第一次世界大戦、第二次世界大戦、そして朝鮮戦争中、多くの兵士がこのユニオン駅から基地へ、そして戦地へと赴いた。第二次世界大戦の終戦間際には、兵士と民間人合わせて230,000人がユニオン駅を利用した。しかし、第二次世界大戦後、1950年代に入ると、鉄道は自動車や航空機に旅客を奪われていった。1958年には、ステープルトン国際空港の利用客数が初めてユニオン駅のそれを上回った。都市間鉄道の宣伝のために、駅舎上部にオレンジ色に光る Union Station: Travel by Train というネオンサインが取り付けられたのもこの頃であった。
1966年にはシカゴ・ロック・アイランド・アンド・パシフィック鉄道のロッキーマウンテン・ロケットが、1973年にはバーリントン・ノーザン鉄道からアムトラックに移管されたデンバー・ゼファーが、そして1983年にはデンバー・アンド・リオグランデ・ウェスタン鉄道のリオグランデ・ゼファーが運行終了し、ユニオン駅に発着する定期列車はアムトラックのカリフォルニア・ゼファー2本（東行・西行1本ずつ）のみとなった。その一方で、1970年代初頭には、バーリントン・ノーザン鉄道がユニオン駅の再開発を含む、プラット河畔の開発計画を打ち出した。また1970年代後期には、ユニオン駅を取り壊し、跡地に複合交通センターを設置する計画も持ち上がった。しかしいずれの計画も注目を集めることなく立ち消えになった。やがて1980年代に入ると、RTDおよびデンバー市郡当局はデンバー・ユニオン・ターミナル鉄道会社と協働で、ユニオン駅の改善に乗り出した。

### 21世紀: 再開発と改装

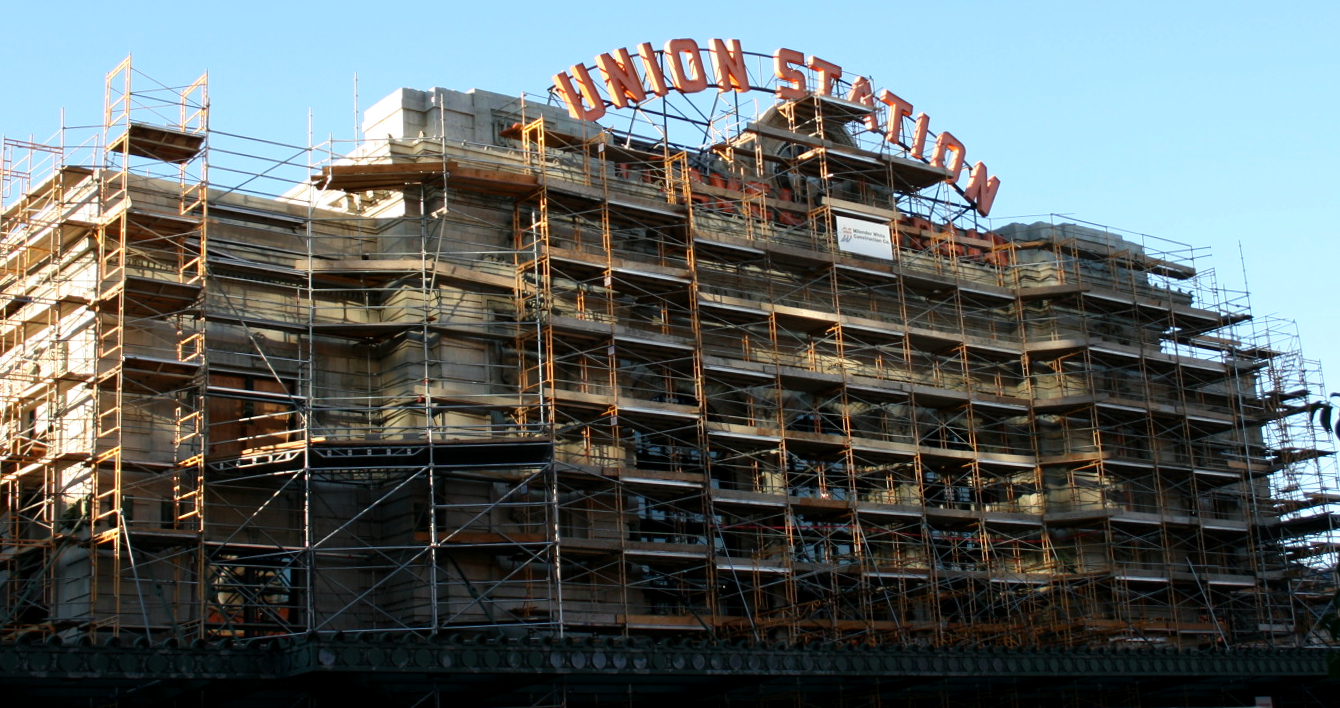
改装工事中の駅舎（2013年）

2001年、RTDはデンバー市郡、コロラド州交通局、およびデンバー地域政府協議会と共同出資で、ユニオン駅と周辺の操車場用地をデンバー・ユニオン・ターミナル鉄道会社から購入した。翌2002年には、RTDはユニオン駅再開発のマスタープラン策定に取り掛かった。2004年には、FasTracks と名付けられたデンバー都市圏の公共交通網整備計画が承認され、ユニオン駅をその核となる複合交通センターとして再開発する準備が整った。総工費8億ドルにのぼるこの再開発プロジェクトには、後に第45代大統領となるドナルド・トランプを含む、11の大手不動産開発業者が名乗りを上げた。また、アメリカ合衆国運輸省は、この再開発プロジェクトに対して、3億ドル以上の貸し付けを行った。
2010年代に入ると工事が始まった。工事期間中、アムトラックは4ブロック北東、クアーズ・フィールド裏手の、21stストリートとウィワッタ・ストリートの丁字路に設けられた仮駅に発着して運行を続けた。2011年8月15日には、第1弾としてライトレール駅が完成した。この時に、16thストリートモール上を走る無料のシャトルバス、モールライドの北西の終点も、ライトレール駅の隣に移された。プラットホームなどの駅施設の工事と並行して、2012年には歴史的な駅舎の改装工事も始まった。
これらの工事は2014年に次々と完了した。同年2月28日にはアムトラックの発着が仮駅からユニオン駅に戻った。5月12日にはユニオン駅の地下に22のゲートを有するバスターミナルが供用開始し、16thストリートとマーケット・ストリートの角にあった従来のバスターミナル、マーケット・ストリート・ステーションからユニオン駅のこのターミナルに機能とルートが移された。7月26日には駅舎も、5つ星のクロフォード・ホテルや、飲食店、小売店が入居する複合施設として再開した。その後、2016年4月22日には、ユニオン駅からオーロラ市北部を通ってデンバー国際空港に至る22.8マイル（36.7km）を37分で結ぶ、RTD初の通勤電車にして空港連絡鉄道としての役割も果たすAラインが開通した。
ユニオン駅の再開発は周辺地区にも民間からの投資を呼び込んだ。2014年時点で、ユニオン駅周辺の開発における民間の投資額は10億ドル近くにのぼっている。

## 施設

### プラットホーム
| 番線 | 路線                           | 行先                                         | 備考                   |
| ---- | ------------------------------ | -------------------------------------------- | ---------------------- |
| 1    | ■ Aライン                      | デンバー国際空港方面                         | 当駅始発               |
| 2    | ■ Nライン                      | イーストレイク＝124th（ソーントン）方面      | 当駅始発               |
| 4・5 | カリフォルニア・ゼファー       | オマハ・シカゴ方面                           | 当駅にてスイッチバック |
| 4・5 | カリフォルニア・ゼファー       | ソルトレイクシティ・エメリービル方面         | 当駅にてスイッチバック |
| 4・5 | ウィンターパーク・エクスプレス | ウィンターパーク行                           | 当駅始発・季節運行     |
| 6-8  | ■ Bライン                      | ウェストミンスター方面                       | 当駅始発               |
| 6-8  | ■ Gライン                      | ウィートリッジ＝ウォード方面                 | 当駅始発               |
| 11   | C・E・Wライン降車ホーム        |                                              |                        |
| 12   | ■ Dライン                      | リトルトン＝ミネラル方面                     | 当駅始発               |
| 12   | ■ Eライン                      | リッジゲートパークウェイ（ローンツリー）方面 | 当駅始発               |
| 12   | ■ Wライン                      | ジェファーソン郡政府センター＝ゴールデン方面 | 当駅始発               |

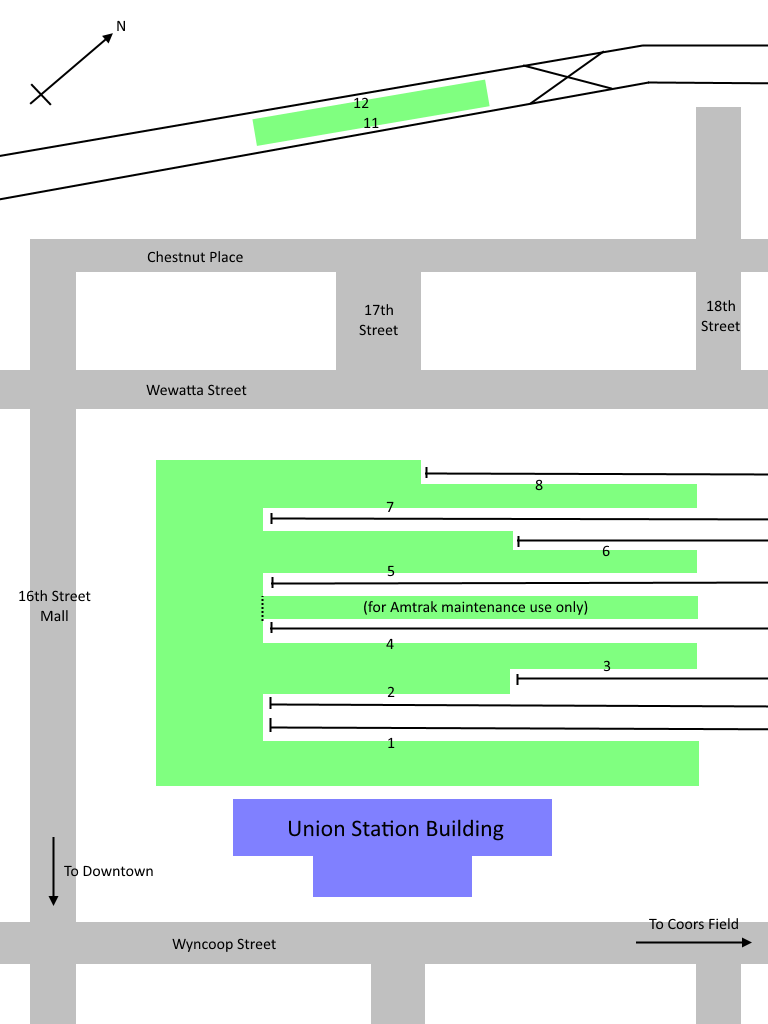
ユニオン駅のプラットホーム配置

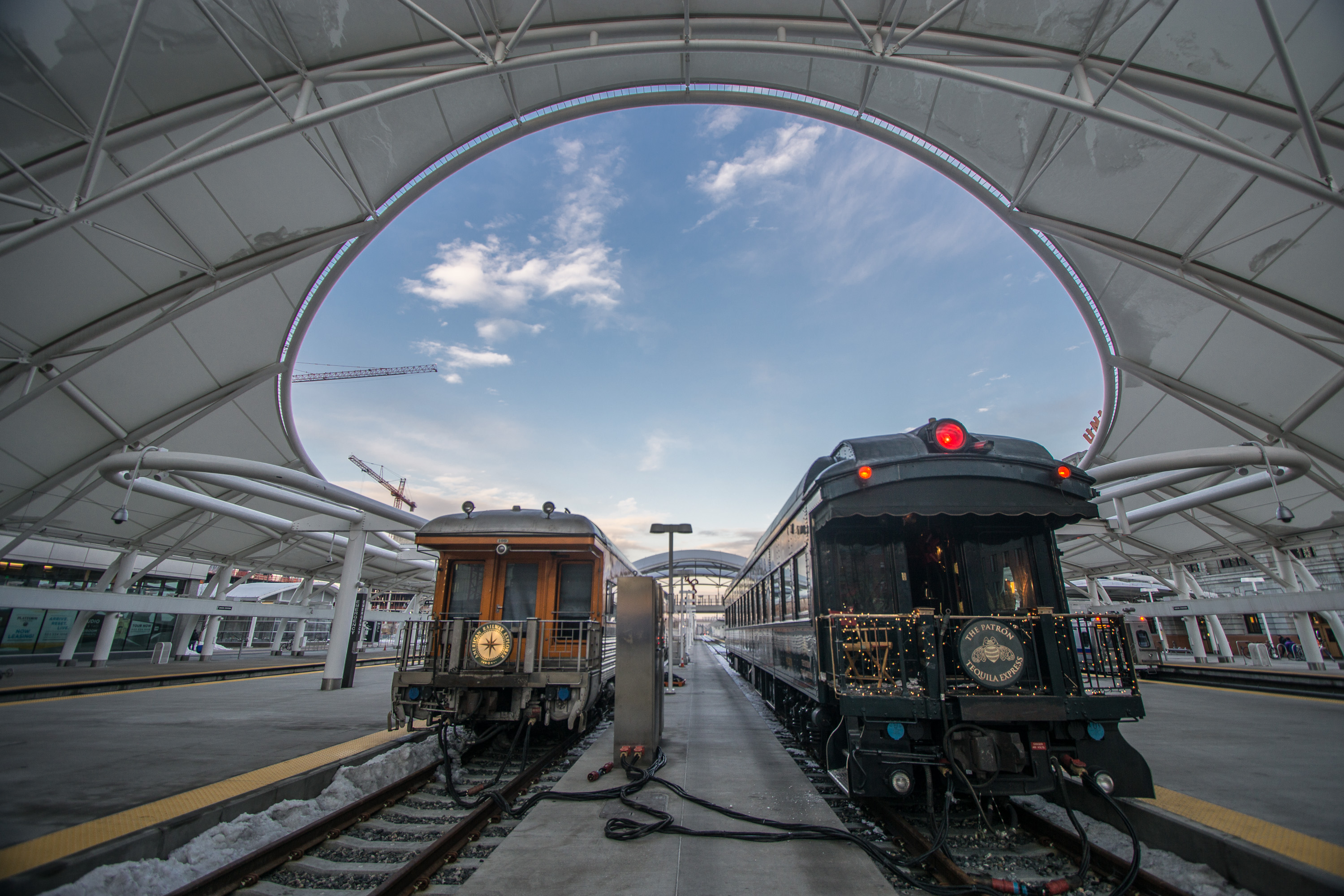
ユニオン駅の開放型トレイン・シェッド（2015年）

デンバーのユニオン駅は、開放型のトレイン・シェッドで覆われた通勤電車・アムトラック用の頭端式ホーム5面8線、およびライトレール用の島式ホーム1面2線を有している。通勤電車・アムトラック用のホームは駅舎側から1-8番線があり、1番線を通勤電車Aラインが、2番線を通勤電車Nラインが、4・5番線をアムトラックが、6-8番線を通勤電車BラインおよびGラインがそれぞれ使用している。4番線と5番線の間のホームはアムトラックのメンテナンス専用で、アムトラック職員以外は立ち入り禁止となっている。このメンテナンス用ホームと、一番駅舎側のホームを除く面は切欠きになっている。一方、ライトレール用のホームは通勤電車・アムトラック用のホームからは2ブロック北西に離れたチェストナット・プレース沿いに設けられている。ユニオン駅に発着するD・E・Wラインのいずれも、サウスプラット川側の12番線ホームから出発し、チェストナット・プレース側の11番線ホームは降車ホームとなっている。一番駅舎側のホームからチェストナット・プレースへ至る地下にはバスターミナルが設けられており、RTDの路線バスや、コロラド州交通局の中距離バス「バスタング」が発着する。このバスターミナルは、通勤電車・アムトラックとライトレールのホームを結ぶ地下乗換通路としての役割も果たしている。

### 駅舎

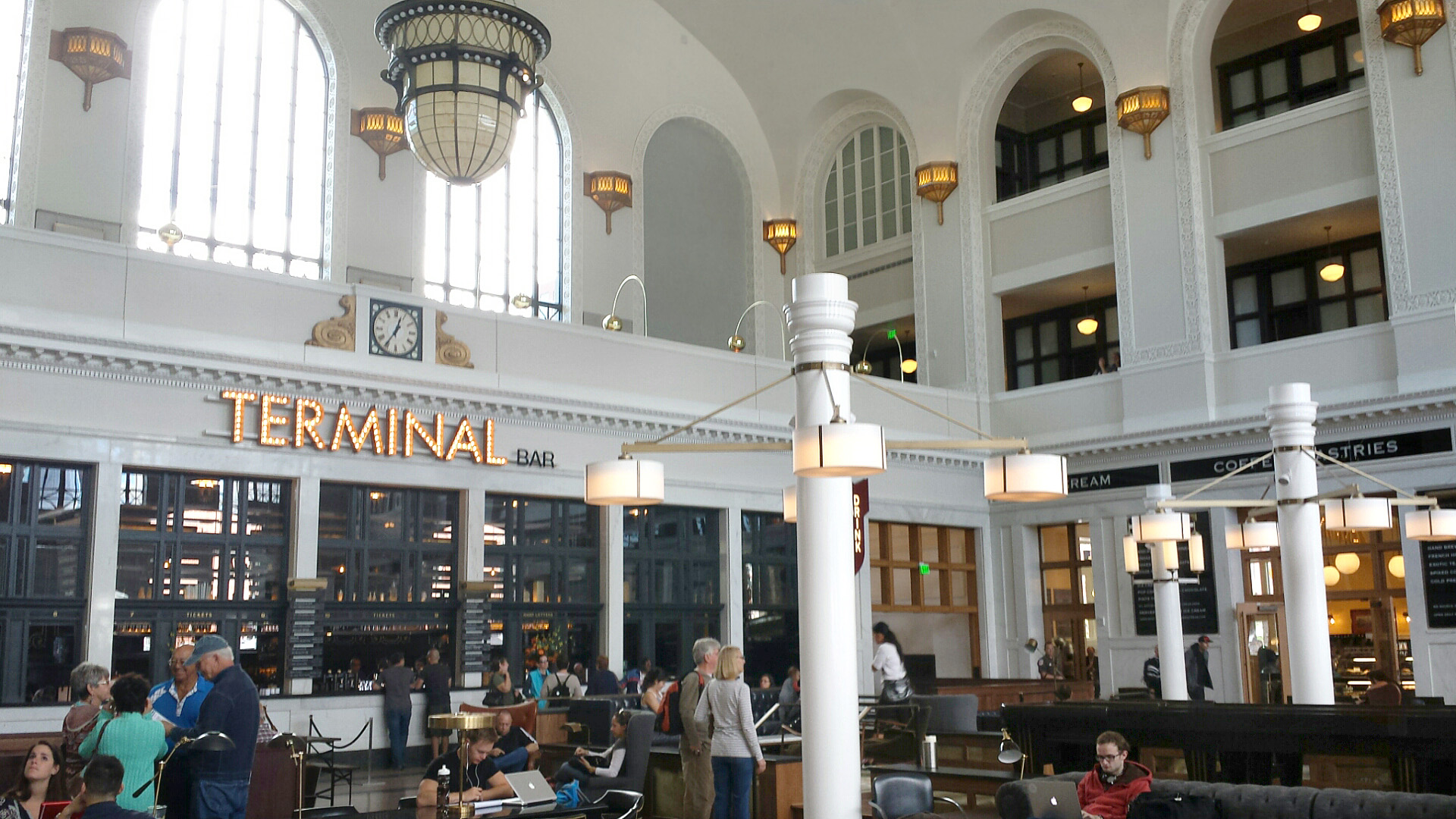
ユニオン駅の大広間（2014年12月）

ユニオン駅の現存する駅舎は、それぞれ異なる時期に異なる様式で造られた北東・南西両ウィングと中央部から成っている。ウィングは1881年の開業当時から残っているもので、ロマネスク・リバイバル様式で建てられている。1894年の火事で中央部が焼失し、建て直された後も、また1914年に中央部が取り壊されてボザール様式で建て直された後も、両ウィングは残され、建て直された後の中央部と統合された。もともとは、ウィングには鉄道各社の事務所や、その他駅の施設が入っていたが、2012-14年の改装後には、1階にアムトラックの切符売り場と手荷物預かり所が入っている他に、クロフォード・ホテルの客室や、飲食店などが入っている。
現存する駅中央部は1914年に建て直されたもので、吹き抜けの大広間となっている。もともとは、大広間は駅の待合室で、床屋や喫煙所などの補助的な施設が入っていた。また、もともと大広間には3つの大きなシャンデリアが吊り下げられていたが、時代が下るにつれて、蛍光灯のパネルへと置き換えられていた。2012年から始まった改装工事では、もともとのものに近いシャンデリアが復元された。その一方で、10台あった長い木製のベンチは、アスベストを理由に、改装工事の際に撤去された。また、この改装工事後には、もともとの切符売り場はターミナル・バーという飲食店へと姿を変えた。全般的には、2012-14年の改装工事においては、歴史的なこの駅舎内部を「デンバーのリビングホール」とすべく、その機能を多様化した。

## 註
1. ↑  COLORADO - Denver County. National Register of Historic Places. 2017年10月14日閲覧.
2. 1 2 3 4 5 6 7 8 9 10 11 12 13  Kreck, Dick. Union Station gets a major makeover, 133 years after trains first ran. The Denver Post. 2014年6月19日. 2017年10月14日閲覧.
3. ↑  Stevens, p.2.
4. ↑  Stevens, p.3.
5. ↑  創世記 31:49、「またミズパとも呼ばれた。彼がこう言ったからである、『われわれが互に別れたのちも、どうか主がわたしとあなたとの間を見守られるように。』」に由来する。
6. ↑  Rinaldi, Ray Mark. "Mizpah Arch: A gateway to Denver's past and future". The Denver Post. 2009年12月20日.
7. ↑  Fraser, Clayton and Jennifer Strand. Railroads in Colorado, 1858–1948. p.161. Loveland, Colorado: Fraserdesign. 1997年.
8. 1 2 3 4  Denver Union Station Facts: Current, Historical and Fun. FasTracks. Regional Transportation District. 2017年10月16日閲覧.
9. ↑  Denver receives $300 million from USDOT for Union Station project. Progressive Railroading. 2010年7月30日. 2017年10月18日閲覧.
10. 1 2  Amtrak moves back to Union Station. FasTracks. Regional Transportation District. 2017年10月19日閲覧.
11. ↑  Denver's historic Union Station redevelopment moves forward with RTD lease approval: Construction begin on transit center, retail and hotel spaces. Regional Transportation District. 2012年12月3日. 2017年10月19日閲覧.
12. ↑  Dravitz, Ryan. Goodbye Market Street Station! Denver Urbanism. 2014年5月11日. 2017年10月19日閲覧.
13. ↑  Jaffe, Mark. Denver's renovated Union Station has been a 30-year barn-raising. The Denver Post. 2014年7月12日. 2017年10月19日閲覧.
14. ↑  University of Colorado A Line. Regional Transportation District. 2017年10月19日閲覧.
15. ↑  Proctor, Cathy. Denver Union Station area draws $1 billion in private development. Denver Business Journal. 2014年4月2日. 2017年10月19日閲覧.
16. ↑  RTD A Line Schedule. Regional Transportation District. 2021年1月4日閲覧.
17. ↑  RTD N Line Schedule. Regional Transportation District. 2021年1月4日閲覧.
18. ↑  Union Station (Map, Legend). Regional Transportation District. 2017年10月19日閲覧.
19. ↑  Hatlestad, Luc. All Aboard: Denver's Union Station. 5280. 2014年7月. 2017年10月19日閲覧.